# Dactylocamptis weberi
Dactylocamptis weberi là một loài thực vật có hoa trong họ Lan. Loài này được (M.Schulze) Soó mô tả khoa học đầu tiên năm 1966.